# Eurytides callias
Eurytides callias es una especie de mariposa, de la familia de los papiliónidos, que fue descrita por Rothschild & Jordan, en 1906.

## Distribución
Eurytides callias está distribuida en la región Neotropical y ha sido reportada en al menos 11 países o regiones diferentes.